# Ретроспективный анализ
|   | a | b | c | d | e | f | g | h |   |
| - | --- | --- | --- | --- | --- | --- | --- | --- | - |
| 8 | b8 чёрный конь · d8 чёрный король · g7 белый ферзь · f6 белый король · g6 белая пешка · h4 чёрный слон · c3 чёрная ладья | b8 чёрный конь · d8 чёрный король · g7 белый ферзь · f6 белый король · g6 белая пешка · h4 чёрный слон · c3 чёрная ладья | b8 чёрный конь · d8 чёрный король · g7 белый ферзь · f6 белый король · g6 белая пешка · h4 чёрный слон · c3 чёрная ладья | b8 чёрный конь · d8 чёрный король · g7 белый ферзь · f6 белый король · g6 белая пешка · h4 чёрный слон · c3 чёрная ладья | b8 чёрный конь · d8 чёрный король · g7 белый ферзь · f6 белый король · g6 белая пешка · h4 чёрный слон · c3 чёрная ладья | b8 чёрный конь · d8 чёрный король · g7 белый ферзь · f6 белый король · g6 белая пешка · h4 чёрный слон · c3 чёрная ладья | b8 чёрный конь · d8 чёрный король · g7 белый ферзь · f6 белый король · g6 белая пешка · h4 чёрный слон · c3 чёрная ладья | b8 чёрный конь · d8 чёрный король · g7 белый ферзь · f6 белый король · g6 белая пешка · h4 чёрный слон · c3 чёрная ладья | 8 |
| 7 | b8 чёрный конь · d8 чёрный король · g7 белый ферзь · f6 белый король · g6 белая пешка · h4 чёрный слон · c3 чёрная ладья | b8 чёрный конь · d8 чёрный король · g7 белый ферзь · f6 белый король · g6 белая пешка · h4 чёрный слон · c3 чёрная ладья | b8 чёрный конь · d8 чёрный король · g7 белый ферзь · f6 белый король · g6 белая пешка · h4 чёрный слон · c3 чёрная ладья | b8 чёрный конь · d8 чёрный король · g7 белый ферзь · f6 белый король · g6 белая пешка · h4 чёрный слон · c3 чёрная ладья | b8 чёрный конь · d8 чёрный король · g7 белый ферзь · f6 белый король · g6 белая пешка · h4 чёрный слон · c3 чёрная ладья | b8 чёрный конь · d8 чёрный король · g7 белый ферзь · f6 белый король · g6 белая пешка · h4 чёрный слон · c3 чёрная ладья | b8 чёрный конь · d8 чёрный король · g7 белый ферзь · f6 белый король · g6 белая пешка · h4 чёрный слон · c3 чёрная ладья | b8 чёрный конь · d8 чёрный король · g7 белый ферзь · f6 белый король · g6 белая пешка · h4 чёрный слон · c3 чёрная ладья | 7 |
| 6 | b8 чёрный конь · d8 чёрный король · g7 белый ферзь · f6 белый король · g6 белая пешка · h4 чёрный слон · c3 чёрная ладья | b8 чёрный конь · d8 чёрный король · g7 белый ферзь · f6 белый король · g6 белая пешка · h4 чёрный слон · c3 чёрная ладья | b8 чёрный конь · d8 чёрный король · g7 белый ферзь · f6 белый король · g6 белая пешка · h4 чёрный слон · c3 чёрная ладья | b8 чёрный конь · d8 чёрный король · g7 белый ферзь · f6 белый король · g6 белая пешка · h4 чёрный слон · c3 чёрная ладья | b8 чёрный конь · d8 чёрный король · g7 белый ферзь · f6 белый король · g6 белая пешка · h4 чёрный слон · c3 чёрная ладья | b8 чёрный конь · d8 чёрный король · g7 белый ферзь · f6 белый король · g6 белая пешка · h4 чёрный слон · c3 чёрная ладья | b8 чёрный конь · d8 чёрный король · g7 белый ферзь · f6 белый король · g6 белая пешка · h4 чёрный слон · c3 чёрная ладья | b8 чёрный конь · d8 чёрный король · g7 белый ферзь · f6 белый король · g6 белая пешка · h4 чёрный слон · c3 чёрная ладья | 6 |
| 5 | b8 чёрный конь · d8 чёрный король · g7 белый ферзь · f6 белый король · g6 белая пешка · h4 чёрный слон · c3 чёрная ладья | b8 чёрный конь · d8 чёрный король · g7 белый ферзь · f6 белый король · g6 белая пешка · h4 чёрный слон · c3 чёрная ладья | b8 чёрный конь · d8 чёрный король · g7 белый ферзь · f6 белый король · g6 белая пешка · h4 чёрный слон · c3 чёрная ладья | b8 чёрный конь · d8 чёрный король · g7 белый ферзь · f6 белый король · g6 белая пешка · h4 чёрный слон · c3 чёрная ладья | b8 чёрный конь · d8 чёрный король · g7 белый ферзь · f6 белый король · g6 белая пешка · h4 чёрный слон · c3 чёрная ладья | b8 чёрный конь · d8 чёрный король · g7 белый ферзь · f6 белый король · g6 белая пешка · h4 чёрный слон · c3 чёрная ладья | b8 чёрный конь · d8 чёрный король · g7 белый ферзь · f6 белый король · g6 белая пешка · h4 чёрный слон · c3 чёрная ладья | b8 чёрный конь · d8 чёрный король · g7 белый ферзь · f6 белый король · g6 белая пешка · h4 чёрный слон · c3 чёрная ладья | 5 |
| 4 | b8 чёрный конь · d8 чёрный король · g7 белый ферзь · f6 белый король · g6 белая пешка · h4 чёрный слон · c3 чёрная ладья | b8 чёрный конь · d8 чёрный король · g7 белый ферзь · f6 белый король · g6 белая пешка · h4 чёрный слон · c3 чёрная ладья | b8 чёрный конь · d8 чёрный король · g7 белый ферзь · f6 белый король · g6 белая пешка · h4 чёрный слон · c3 чёрная ладья | b8 чёрный конь · d8 чёрный король · g7 белый ферзь · f6 белый король · g6 белая пешка · h4 чёрный слон · c3 чёрная ладья | b8 чёрный конь · d8 чёрный король · g7 белый ферзь · f6 белый король · g6 белая пешка · h4 чёрный слон · c3 чёрная ладья | b8 чёрный конь · d8 чёрный король · g7 белый ферзь · f6 белый король · g6 белая пешка · h4 чёрный слон · c3 чёрная ладья | b8 чёрный конь · d8 чёрный король · g7 белый ферзь · f6 белый король · g6 белая пешка · h4 чёрный слон · c3 чёрная ладья | b8 чёрный конь · d8 чёрный король · g7 белый ферзь · f6 белый король · g6 белая пешка · h4 чёрный слон · c3 чёрная ладья | 4 |
| 3 | b8 чёрный конь · d8 чёрный король · g7 белый ферзь · f6 белый король · g6 белая пешка · h4 чёрный слон · c3 чёрная ладья | b8 чёрный конь · d8 чёрный король · g7 белый ферзь · f6 белый король · g6 белая пешка · h4 чёрный слон · c3 чёрная ладья | b8 чёрный конь · d8 чёрный король · g7 белый ферзь · f6 белый король · g6 белая пешка · h4 чёрный слон · c3 чёрная ладья | b8 чёрный конь · d8 чёрный король · g7 белый ферзь · f6 белый король · g6 белая пешка · h4 чёрный слон · c3 чёрная ладья | b8 чёрный конь · d8 чёрный король · g7 белый ферзь · f6 белый король · g6 белая пешка · h4 чёрный слон · c3 чёрная ладья | b8 чёрный конь · d8 чёрный король · g7 белый ферзь · f6 белый король · g6 белая пешка · h4 чёрный слон · c3 чёрная ладья | b8 чёрный конь · d8 чёрный король · g7 белый ферзь · f6 белый король · g6 белая пешка · h4 чёрный слон · c3 чёрная ладья | b8 чёрный конь · d8 чёрный король · g7 белый ферзь · f6 белый король · g6 белая пешка · h4 чёрный слон · c3 чёрная ладья | 3 |
| 2 | b8 чёрный конь · d8 чёрный король · g7 белый ферзь · f6 белый король · g6 белая пешка · h4 чёрный слон · c3 чёрная ладья | b8 чёрный конь · d8 чёрный король · g7 белый ферзь · f6 белый король · g6 белая пешка · h4 чёрный слон · c3 чёрная ладья | b8 чёрный конь · d8 чёрный король · g7 белый ферзь · f6 белый король · g6 белая пешка · h4 чёрный слон · c3 чёрная ладья | b8 чёрный конь · d8 чёрный король · g7 белый ферзь · f6 белый король · g6 белая пешка · h4 чёрный слон · c3 чёрная ладья | b8 чёрный конь · d8 чёрный король · g7 белый ферзь · f6 белый король · g6 белая пешка · h4 чёрный слон · c3 чёрная ладья | b8 чёрный конь · d8 чёрный король · g7 белый ферзь · f6 белый король · g6 белая пешка · h4 чёрный слон · c3 чёрная ладья | b8 чёрный конь · d8 чёрный король · g7 белый ферзь · f6 белый король · g6 белая пешка · h4 чёрный слон · c3 чёрная ладья | b8 чёрный конь · d8 чёрный король · g7 белый ферзь · f6 белый король · g6 белая пешка · h4 чёрный слон · c3 чёрная ладья | 2 |
| 1 | b8 чёрный конь · d8 чёрный король · g7 белый ферзь · f6 белый король · g6 белая пешка · h4 чёрный слон · c3 чёрная ладья | b8 чёрный конь · d8 чёрный король · g7 белый ферзь · f6 белый король · g6 белая пешка · h4 чёрный слон · c3 чёрная ладья | b8 чёрный конь · d8 чёрный король · g7 белый ферзь · f6 белый король · g6 белая пешка · h4 чёрный слон · c3 чёрная ладья | b8 чёрный конь · d8 чёрный король · g7 белый ферзь · f6 белый король · g6 белая пешка · h4 чёрный слон · c3 чёрная ладья | b8 чёрный конь · d8 чёрный король · g7 белый ферзь · f6 белый король · g6 белая пешка · h4 чёрный слон · c3 чёрная ладья | b8 чёрный конь · d8 чёрный король · g7 белый ферзь · f6 белый король · g6 белая пешка · h4 чёрный слон · c3 чёрная ладья | b8 чёрный конь · d8 чёрный король · g7 белый ферзь · f6 белый король · g6 белая пешка · h4 чёрный слон · c3 чёрная ладья | b8 чёрный конь · d8 чёрный король · g7 белый ферзь · f6 белый король · g6 белая пешка · h4 чёрный слон · c3 чёрная ладья | 1 |
|   | a | b | c | d | e | f | g | h |   |

Ретроспективный анализ (от лат. retro — назад и specto — смотрю), в шахматах — метод построения баз данных шахматных окончаний, выясняющий объективную оценку позиции на основе оценок всех заключительных позиций, которые могут быть получены из данной. Двигаясь в обратном направлении, переходят к позициям, которые переводятся в заключительные в 1 полуход, затем — к позициям, которые переводятся в заключительные в 2 полухода, и так далее, пока не будет достигнута исходная позиция. Ретроспективный анализ стал возможен лишь с появлением ЭВМ и применением их к шахматной теории, так как даже при анализе малофигурных окончаний приходится рассматривать огромное число позиций.
В начале XXI века возможности ретроспективного анализа при использовании компьютеров ограничены окончаниями с числом фигур не выше 7 (в том числе 2 короля). Однако именно благодаря ретроспективному анализу был получен ряд результатов, важных для теории шахматных окончаний. Например, было доказано, что два слона в общем случае выигрывают против одного коня (К. Томпсон, 1983), и тем опровергнуто мнение Й. Клинга и Б. Горвица, господствовавшее 132 года. Также при помощи ретроспективного анализа в 2006 году была найдена позиция с соотношением материала «король, ферзь и конь против короля, ладьи, слона и коня» с рекордным количеством ходов до мата или до перехода в младший эндшпиль (метрика DTC) — 517 ходов, а в 2013 году была обнаружена родственная позиция с соотношением материала «король, ферзь и пешка против короля, ладьи, слона и коня» с абсолютным рекордом для количества ходов до мата (метрика DTM) в 7-фигурных окончаниях — 549.